# 托勒密七世
托勒密七世·尼奥斯（笃爱父亲者二世）Πτολεμαίος Ζ' Νέος Φιλοπάτωρ。他是托勒密王朝后期一连串不知身世的王子。
一種說法認為托勒密七世可能是托勒密六世和克利奥帕特拉二世的幼子。年幼的他先是在前145年与父亲共治了一段时间，父親戰死後，托勒密七世被他的叔叔托勒密八世谋杀。另一種說法，是認為他就是托勒密·孟斐特斯。